# Commission on Marriage and Family Laws
Die Commission on Marriage and Family Laws  („Kommission für Ehe- und Familienrecht“) in Pakistan war eine siebenköpfige Kommission, die am 4. August 1955 von der Regierung Pakistans eingesetzt wurde, um zu prüfen, ob das geltende Ehe- und Familienrecht geändert werden müsste, „um Frauen den ihnen gemäß den Grundlagen des Islam gebührenden Platz in der Gesellschaft zu geben“.
Die Kommission bestand aus sechs Laien, darunter drei Frauen, und einem Religionsgelehrten als „Berater“ für Scharia-Angelegenheiten. Am 20. Juni 1956 veröffentlichte die Kommission ihren Bericht. Darin sprach sie Frauen durch Verfahrensgarantien neue Rechte zu und empfahl, die Polygamie stark einzuschränken und Kinderehen zu verbieten. Außerdem empfahl sie, Kinder vorverstorbener im Erbrecht besser zu stellen, so dass sie von ihren Großeltern erben konnten. Der einzige Religionsgelehrte, der der Kommission angehörte, Maulānā Ihtishām al-Haqq Thānavī (1914–1980), verfasste eine abweichende Stellungnahme, die im August 1956 separat veröffentlicht wurde. Traditionalistische muslimische Gelehrte protestierten gegen die Reformen und brachten in Veröffentlichungen ihre Ablehnung der Kommissionsempfehlungen zum Ausdruck. Trotz dieser Proteste wurden viele der Kommissionsempfehlungen schließlich doch 1961 in Form der Muslim Family Law Ordinance umgesetzt, der bedeutendste Reform des Familienrechts in der Geschichte Pakistans. Sie ist bis heute in Pakistan und Bangladesch in Kraft.

## Hintergrund der Einsetzung der Kommission

Premierminister Muhammad Ali Bogra mit seiner ersten Ehefrau Hamida Ali Begum

Die unter britischer Verwaltung erlassenen Bestimmungen zum muslimischen Familienrecht blieben auch nach der Unabhängigkeit des Landes im Jahr 1947 in Kraft. Engagierte Frauen innerhalb und außerhalb von Frauenorganisationen kämpften in dieser Zeit für ihre Rechte und gegen Maßnahmen, die Frauen verletzten oder unterdrückten. Ein solcher Kampf – mit weitreichenden Folgen – war die Kampagne der All Pakistan Women’s Association (APWA) 1955 gegen die zweite Heirat von Premierminister Muhammad Ali Bogra. Aus dieser Kampagne ging die United Front for Women's Rights (UFWR) unter der Führung von Jahan Ara Shahnawaz hervor. Der gemeinsame Druck der UFWR und der APWA zwang die Regierung zum Handeln. Im Mai 1955 traf sich der Premierminister mit der APWA. Nach einem neunzigminütigen Gespräch versprach er, „in Kürze einen hochrangigen Ausschuss einzurichten, der sich mit den notwendigen Reformen der geltenden Gesetze in Bezug auf Ehe, Scheidung, Sorgerecht für Kinder und Erbschaft befassen soll“. Die Bildung eines solchen Ausschusses würde er am 1. Juni 1955 bekannt geben. Der Ausschuss „würde die führenden Männer und Frauen des Landes vertreten“ und „innerhalb von sechs Monaten nach seiner Konstituierung Empfehlungen an die Regierung vorlegen“. Die Einsetzung der Kommission war somit in hohem Maße den Bemühungen einer Gruppe gebildeter, wortgewandter muslimischer Frauen zu verdanken.

## Die Kommission und ihre Arbeit

### Mitglieder
Die Kommission bestand aus den folgenden Mitgliedern:
1. Vorsitzender der Kommission war zunächst Khalifa Shuja-ud-Din. Nach seinem Tod am 8. Oktober 1955 aufgrund von Herzversagen wurde er durch Sir Mian Abdul Rashid (1888–1981), den ehemaligen Obersten Richter Pakistans, ersetzt.[8]
2. Als Sekretär fungierte der Philosoph und Dichter Khalifa Abdul Hakim (gest. 1959), der sich an den modernistischen Ideen Sayyid Ahmad Khans orientierte.[9] Er war zu dieser Zeit auch Direktor des Institute of Islamic Culture in Lahore.[10]
3. Der Religionsgelehrte Maulana Ihtishām al-Haqq Thānvi. Er war der Kommission als „Berater“ für Scharia-Angelegenheiten zugeordnet[1] und war der einzige Vertreter des traditionellen Islams in der Kommission.[3]
4. Mr. Enayat-ur-Rehman aus Dhaka[11]
5. die bengalische Aktivistin Jahanara Shahnawaz
6. die Frauenrechtlerin Begum Anwar G. Ahmad
7. die bengalische Frauenrechtlerin Shamsunnahar Mahmud

### Aufgabe
Die Kommission sollte eine Antwort auf die folgende Frage finden: „Müssen die bestehenden Gesetze, die Ehe, Scheidung, Unterhalt und andere untergeordnete Angelegenheiten unter Muslimen regeln, geändert werden, um den Frauen den ihnen gemäß den Grundlagen des Islams zustehenden Platz in der Gesellschaft zu geben?“ Dabei wurde die Kommission auch gebeten, speziell über die ordnungsgemäße Registrierung von Eheschließungen und Scheidungen, das Recht auf Scheidung für beide Ehepartner, den Unterhalt und die Einrichtung von speziellen Gerichten zur raschen Behandlung von Fällen, die Frauenrechte betreffen, zu berichten.

### Ablauf der Verfahrens
Die erste Sitzung der Kommission fand am 5. Oktober 1955 in Lahore unter dem Vorsitz des ersten Präsidenten der Kommission, Khalifa Shuja-ud-Din, statt und befasste sich mit der Diskussion des anzuwendenden Verfahrens. Die weiblichen Kommissionsmitglieder schlugen vor, die öffentliche Meinung durch einen Fragebogen einzuholen, in dem Männer und Frauen zu Fragen der Ehe befragt werden sollten. Kurz nach dieser Sitzung, am 8. Oktober 1955 verstarb der Vorsitzende der Kommission, Khalifa Shuja-ud-Din, plötzlich an Herzversagen. Als Nachfolger bestimmte der Justizminister Mian Abdul Rashid. Seine Ernennung wurde am 27. Oktober 1955 förmlich bekannt gegeben, und die zweite Sitzung der Kommission fand am 30. November statt. In dieser Sitzung wurde ein Fragebogen erstellt, der an die führenden Köpfe des Landes im Besonderen und die Öffentlichkeit im Allgemeinen verteilt werden sollte, um ihre Meinung zu den Problemen zu erfahren, mit denen die Kommission konfrontiert war. Er wurde sowohl in Urdu als auch in Englisch gedruckt und Ende 1955 mit einer Stückzahl von 3.000 Exemplaren verteilt. Außerdem wurde er in der Presse veröffentlicht, und die Öffentlichkeit wurde aufgefordert, die Kommission mit ihrem Wissen und ihrer Erfahrung zu unterstützen. Die Fragebogen mussten bis zum 15. Februar 1956 bei der Kommission eingereicht werden. Im Bericht selbst wird darauf hingewiesen, dass die Entscheidungen der Kommission grundsätzlich einstimmig gewesen seien, Maulana Ehtishamul Haq jedoch in mehreren Punkten von der Meinung der übrigen Kommissionsmitglieder abgewichen sei.

### Theoretische Grundlagen der Arbeit
Die Kommission erklärte in ihrem Bericht, dass sie aufgrund ihres Mandats nicht über die Grundprinzipien des Islams hinausgehen könne und weder den Wunsch noch die Absicht habe, dies zu tun. Die Mitglieder der Kommission seien aber der festen Überzeugung, dass die Rechtsgrundsätze und spezifischen Gebote des Korans, wenn sie rational und liberal interpretiert werden, absolute Gerechtigkeit zwischen den Menschen herstellen und zu einem gesunden und glücklichen Familienleben beitragen könnten. Die Mitglieder der Kommission, so fährt der Bericht fort, hätten einstimmig das Grundprinzip der muslimischen Rechtwissenschaft akzeptiert, dass das, was nicht durch eine klare und eindeutige Anordnung kategorisch und bedingungslos verboten ist, zulässig sei, wenn das Wohl des Einzelnen oder der Gesellschaft im Allgemeinen es erfordere.
Die Kommission vertrat außerdem die Ansicht, dass zwischen allgemeingültigen Anordnungen und solchen, die auf eine bestimmte Gesellschaftsstruktur in einer bestimmten Epoche und in einer bestimmten Region, unterschieden werden müsse. Nur die universellen Gebote solle man übernehmen, die anderen aber fallen lassen. Als Beispiel für ein nicht allgemeingültiges Gebot, das seine Gültigkeit verloren hatte, verwies die Kommission auf die Institution der Sklaverei. Implizit sagte die Kommission damit, dass es keinen Grund zur Sorge gebe, wenn sich mit der Entwicklung der Gesellschaft auch die Vorschriften über Ehe, Scheidung, Strafen, Erbschaft usw. entwickelten.

### Der Bericht und das Sondervotum Ihtishām al-Haqqs
Die Kommission veröffentlichte ihren Bericht am 20. Juni 1956. Die Einleitung stammte von Khalifa Abdul Hakim, der darin seine Ideen über den Islam zum Ausdruck brachte. Der Rest des Berichts wurde vom Vorsitzenden Mian Abdul Rashid geschrieben. Die anderen Mitglieder der Kommission hatten an dem Bericht nur insoweit mitgewirkt, dass ihnen nach drei oder vier Sitzungen der Kommission ein Entwurf zur Stellungnahme zugesandt worden war. Das Kommissionsmitglied Enayat-ur-Rehman aus Dacca hatte keine Möglichkeit, an einer der Sitzungen der Kommission teilzunehmen, erklärte sich jedoch nach Erhalt einer Kopie des Berichtsentwurfs mit den endgültigen Schlussfolgerungen der Kommission vollständig einverstanden. Insofern kann der Bericht der Kommission praktisch als gemeinsames Produkt der geistigen Anstrengungen von Khalifa Abdul Hakim, der drei weiblichen Kommissionsmitglieder und des Kommissionspräsidenten angesehen werden.
Das Sondervotum von Ihtischām al-Haqq Thānavī wurde am 30. August 1956 separat veröffentlicht. Er sprach sich gegen alle wichtigen Reformvorschläge seiner Kommissionskollegen aus und missbilligte das Vorgehen der Kommission als einen Versuch, „die anerkannten Grundsätze des Islam und die Grundlagen der islamischen Scharia zu untergraben“.

### Die Empfehlungen
Gesetzliche Maßnahmen, die die Kommission empfahl:
- Obligatorische Registrierung von Eheschließungen
- Verbot von Kinderehen
- Das Recht der Frau auf Scheidung
- Abwertung des dreimaligen sofortige Talāq
- Registrierung von Talāq-Scheidungen
- Anspruch auf Unterhalt für die verstoßene Ehefrau, auch 3 Jahre rückwirkend nach Erhebung der Unterhaltsklage[25]
- Einschränkung der Polygamie
- Einklagbarkeit des Brautgeldes (mahr)
- Aufhebung der bis dahin üblichen Altersbeschränkung für die Personensorge der Mutter für ihre Kinder (sieben Jahre bei Knaben, Erreichung der Pubertät bei Mädchen)[26]
- Einschluss der Kinder vorverstorbener Kinder in die Erbengemeinschaft
- Einrichtung von Familiengerichten

## Verlauf der Debatte über den Kommissionsbericht
Die Veröffentlichung des Berichts der Marriage Commission im Juni 1956 löste eine lebhafte Debatte aus. Der Singapore Standard lobte in seiner Ausgabe vom 9. Juli 1956, dass die Kommission gründliche Arbeit geleistet habe. Verschiedene Frauenorganisationen, insbesondere die 1949 gegründete All Pakistan Women’s Association (APWA), begrüßten die Empfehlungen und setzten sich vehement für die Umsetzung des Kommissionsberichts ein. Maulānā Muhammad Hanīf Nadvī (1908–1987), ein Gelehrter am 1950 gegründeten Institute of Islamic Culture in Lahore, der zu den Ahl-i Hadīth gehörte, verurteilte den Inhalt des Sondervotums von Ihtischām al-Haqq und unterstützte den Bericht der Kommission uneingeschränkt.

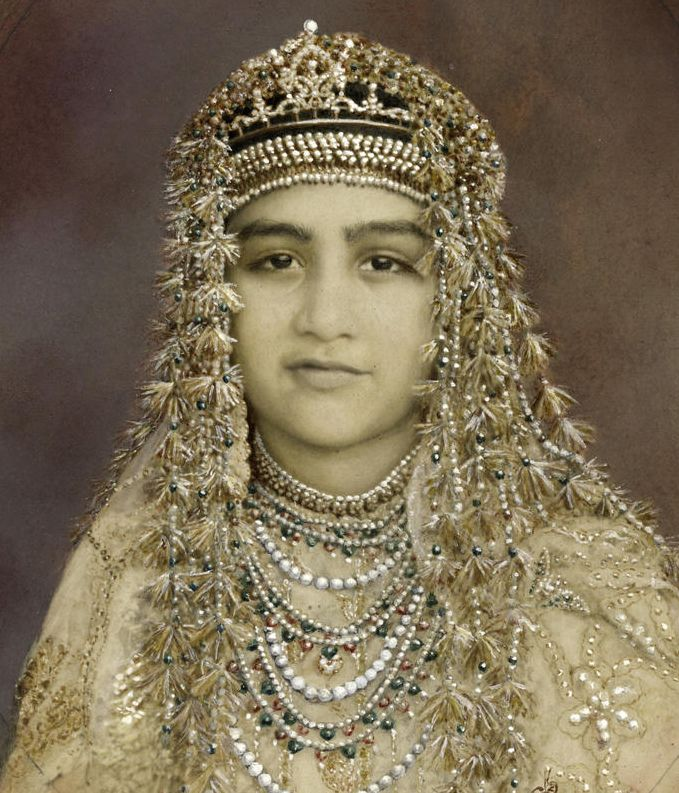
Prinzessin Abida Sultan

Daneben gab es aber auch sehr viel Kritik an den Empfehlungen der Kommission. Der Deobandi-Gelehrte Muhammad Schafīʿ vom Dar-ul-Uloom in Karachi bezeichnete die Empfehlungen als das „schlimmste Erbe der schlimmsten Periode in der politischen Geschichte Pakistans“. Prinzessin Abida Sultan veröffentlichte am 5. August 1956 in der Tageszeitung Dawn eine kritische Stellungnahme zum Kommissionsbericht. Darin warnte sie, dass die Kommission den Muslimen mehrere der ihnen zustehenden göttlichen Rechte zu entziehen drohe. Anstatt sich darauf zu beschränken, die geltenden staatlichen Gesetze zu ändern, die die göttlichen Rechte nicht angemessen schützen, habe die Ehekommission den Koran und die Sunna direkt falsch dargestellt. In einem Nachtrag, den sie im September 1956 in Form eines Leserbriefs in Dawn veröffentlichteh, warnte sie, dass die Empfehlungen der Kommission zu einer völligen Aufhebung der islamischen Ehegesetze führen würden. Die Kommission habe es geschafft, den Eindruck zu erwecken, dass sie den „Geist“ des Islam durchsetze, während sie in Wirklichkeit die westlichen Heirats- und Scheidungspraktiken übernehme und den Muslimen aufzwinge. Wenn Ehtishamul Haqq, der einzige „echte Gelehrte“ in der Kommission, diese Vorschläge nicht eindeutig zurückgewiesen hätte, wären aufgrund der Parallelen, die mal aus dem Koran, mal aus der Sunna, mal von den Imamen und mal von Iqbal gezogen worden seien, Tausende zu der Annahme verleitet worden, dass die Empfehlung der Kommission die höchste und reinste Interpretation des Islam darstelle.
Die Jamaat-i-Islami führte eine gut organisierte Kampagne gegen die Empfehlungen der Kommission durch und wurde dabei von anderen Traditionalisten und religiösen Kräften unterstützt. Die APWA veranstaltete im Juni 1958 gemeinsam mit anderen Frauenorganisationen einen „Tag der Frauenforderungen“, um die Regierung dazu zu bewegen, die Empfehlungen der Kommission umzusetzen und Reformen im Familienrecht einzuführen. Eine der wichtigsten negativen Reaktionen zum Kommissionsbericht war der von Khurshid Ahmad herausgegebene Band Marriage Commission Report X-rayed; a study of the family law of Islam and a critical appraisal of the modernist attempts to 'reform' it, der 1959 in Karachi erschien. Er enthielt den Kommissionsbericht selbst, einen kritischen Essay dazu von Amin Ahsan Islahi, einen weiteren Beitrag von Khurshid Ahmad selbst mit kritischen Reflexionen zum Kommissionsbericht und schließlich die kritische Stellungnahme und den Leserbrief von Abida Sultan, die sie in Dawn veröffentlicht hatte. Khurshid Ahmad merkte im Vorwort zu dem Sammelband an:

„Auf der einen Seite steht der Standpunkt des Renaissance-Islams, der für Reform und Fortschritt im Einklang mit den ursprünglichen Prinzipien des Islam steht, und auf der anderen Seite der Standpunkt der sogenannten Modernisten, die dem Westen blind folgen und den Islam sozusagen nach ihren westlichen Standards „reformieren“ wollen. Beide Standpunkte kommen am besten in der Diskussion über den Bericht der Ehekommission zum Ausdruck.“

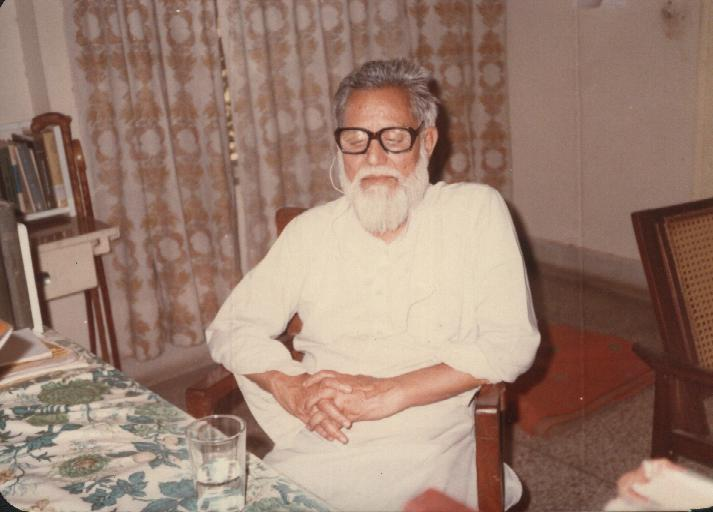
Amin Ahsan Islahi, der Hauptkritiker der Kommissionsempfehlungen

Der kritische Essay von Amin Ahsan Islahi mit dem Titel Marriage Commission Report X-rayed ist die ausführlichste und systematischste Antwort von traditionalistischer Seite auf den Kommissionsbericht und besteht aus fünf Teilen. Im ersten Teil erörterte er das Wesen der Kommission vor dem Hintergrund des grundlegenden Ziels, das die Bildung der Kommission veranlasste. Im zweiten Teil wollte er aufzeigen, welche Stellung die Kommission im Lichte der gegenwärtigen pakistanischen Verfassung einnahm. Im dritten Teil wollte er einen Überblick über die bisher unbekannten Konzepte und Grundsätze des Idschtihad geben. Im fünften Teil schließlich diskutierte er die Empfehlungen der Kommission im Detail und versuchte zu prüfen, inwieweit sie mit Koran und Sunna übereinstimmen und auch inwieweit sie mit den heutigen Bedürfnisse und Umstände der Bevölkerung Pakistans in Einklang stehen. Khurshid Ahmad kritisierte in seinen Reflexionen, dass es der Kommission nicht gelungen sei, „sich von den zeitgenössischen westlichen Gesellschafts- und Rechtskonzepten zu lösen und sich zu den Höhen eines unverfälschten islamischen Denkens zu erheben.“
Als Muhammad Ayub Khans Absichten, den Bericht der Kommission umzusetzen, bekannt wurden, organisierten die ʿUlamā' unter Führung von Abū l-Aʿlā Maudūdī und Muhammad Schafīʿ in verschiedenen Teilen des Landes Widerstand. In einem Memorandum an Ayub Khan brachten 84 ʿUlamā' Ostpakistans ihren tiefen Unmut und ihre Ablehnung der Empfehlungen der Kommission zum Ausdruck.

## Generelle Kritik an der Kommission

### Verlust der Legitimation durch die Verfassung von 1956
Islahi meinte, dass die Commission on Marriage and Family Laws durch die Verfassung vom 23. März 1956 jede rechtliche Grundlage verloren habe, weil diese in Artikel 198 vorsah, dass der Präsident innerhalb eines Jahres nach ihrer Verabschiedung eine Kommission einsetzen sollte. Diese sollte Empfehlungen abgeben, um die bestehenden Gesetze mit den Weisungen des Islam in Einklang zu bringen, und Weisungen zusammenstellen, denen gesetzgeberische Wirkung verliehen werden sollte. Eine andere Kommission als die vom Präsidenten ernannte, so meinte Islahi, sei nicht dazu befugt, diese Aufgabe zu übernehmen, und würde eine Kommission diese Aufgabe übernehmen, verstieße sie damit gegen die Verfassung. Die Commission on Marriage and Family Laws könne nicht die gleiche Legitimität beanspruchen, weil sie nicht gemäß Artikel 198 der Verfassung vom Präsidenten, sondern vor Inkrafttreten der Verfassungvon der Regierung ernannt worden sei. Die Commission on Marriage and Family Laws habe das Personenstandsrecht der verschiedenen muslimischen Gemeinschaften gnadenlos angegriffen, obwohl die Verfassung garantiere, dass für das Personenstandsrecht dieser Gemeinschaften nur die Auslegung von Koran und Sunna gelte, die von der jeweiligen Gemeinschaft vertreten wird. Dies mache deutlich, dass die Kommission nach Inkrafttreten der neuen Verfassung ihre Rechtsgültigkeit verloren habe.
Die Kommission hatte in ihrem Bericht selbst schon auf Artikel 198 der Pakistanischen Verfassung von 1956 Bezug genommen, diesen jedoch als Beleg dafür interpretiert, dass ihre Arbeit Teil eines umfassenderen Plans zur Islamisierung des Rechts sei, zu dem sich Pakistan verpflichtet habe.

### Missachtung der Aufgabenstellung
Khurshid Ahmad leitete daraus ab, dass die eigentliche Aufgabe der Kommission darin bestanden habe, die Mängel und Unstimmigkeiten der aktuellen Ehegesetze aufzudecken und aus islamischer Sicht Änderungen vorzuschlagen, damit Frauen „gemäß den Grundlagen des Islams ihren rechtmäßigen Platz in der Gesellschaft“ einnehmen könnten. Unverständlich sei jedoch, wieso sich die Kommission die Befugnis und Autorität angemaßt habe, sich ausführlich über Religion und Rechtswissenschaft zu äußern und dies zu einem wesentlichen Bestandteil des Berichts zu machen. Die Kommission sei nie damit beauftragt worden, alle Probleme des „mohammedanischen Gesetzes“ zu diskutieren. Der Vorwurf, dass die Kommission mit der Einleitung ihr Mandat überschritten habe, wird schon von Ihtishām al-Haqq in seinem Sondervotum formuliert.
Umgekehrt beanstandete Ahmad, dass die Kommission das Problem des Zinā ignoriert habe.

### Kritik an der Zusammensetzung des Gremiums
Die besondere Zusammensetzung der Kommission aus einer Mehrheit von Laien und nur einem Mitglied mit Expertise im islamischen Recht war in dem Kommissionsbericht selbst damit begründet worden, dass das Recht „letztlich mit Lebenserfahrungen verbunden“ sei, „die nicht nur ein Monopol der Theologen“ seien.
Hiergegen wandte Islahi in, dass die Aufgabe der Kommission nicht darin bestanden habe, starre und veraltete Familiengesetze durch die in den sogenannten fortschrittlichen Ländern der Welt vorherrschenden Gesetze zu ändern. Wäre dies das Ziel der Kommission gewesen, hätte er keine Einwände gegen ihr Personal, denn diese Kommission könnte diese Aufgabe ganz hervorragend erfüllen. Die eigentliche Aufgabe der Kommission sei aber eine ganz andere gewesen, nämlich die Überprüfung und Reform des hanafitischen Fiqh. Für diese Aufgabe sei aber die Kommission wegen ihrer Zusammensetzung gänzlich ungeeignet gewesen:

„Kann irgendjemand behaupten, dass auch nur ein einziges Mitglied der Kommission für diese Aufgabe qualifiziert war? Und kann man überhaupt mit Sicherheit behaupten, dass sie die Bücher des islamischen Rechts Hidāyah, Alamgiri, Siraji usw. gelesen haben, wenn auch nicht im Original, so doch wenigstens in den englischen Übersetzungen von Hamilton, Sir William Jones bzw. Neil B. Baillie? Dass sie Abhandlungen über Koran, Hadithe oder Fiqh verfasst haben? Dass sie Forschungen zum islamischen Recht betrieben und ein Buch darüber geschrieben haben – ja, wenigstens einen nennenswerten Aufsatz? Dass sie überhaupt alle dreißig Kapitel des Korans gelesen und sich bemüht haben, den Plan des Lebens und die darin vorgesehenen Dinge zu verstehen? […] Eine ehrliche Antwort kann nur negativ ausfallen…“

Das Sondervotum Ihtishām al-Haqqs richtete sich vor allem gegen den Sekretär der Kommission, der die Einleitung des Berichts geschrieben hatte. Es sei höchst willkürlich, „die unislamischen Ansichten und persönlichen Launen eines Laien“ zur Einleitung und Grundlage des Berichts der Kommission zu machen. Er stellte aber auch die Legitimation der anderen sechs Kommissionsmitglieder in Frage und behauptete, dass alle von ihnen bei der Erstellung des Berichts einstimmig gegen den Koran, die Sunna und die islamische Jurisprudenz verstoßen hätten.

### Kritik an der Verfahrensweise der Kommission
Ihtischām al-Haqq äußerte an mehreren Stellen in seinem Sondervotum Kritik an der Verfahrensweise der Kommission. So habe er in der ersten Sitzung den Vorschlag, die öffentliche Meinung durch einen Fragebogen einzuholen, abgelehnt. Der erste Vorsitzende der Kommission habe diesen Vorschlag deswegen zurückgewiesen und die Begründung ergänzt, dass die Kommission gemäß ihrem Mandat die öffentliche Meinung in Fragen der Scharia weder einholen noch danach handeln könne, da sie gemäß ihrem Mandat verpflichtet sei, ihre Empfehlungen im Einklang mit der islamischen Scharia abzugeben. Man habe sich dann auf einen anderen Fragebogen geeinigt, um die bestehenden Schwierigkeiten von Frauen verschiedener Gesellschaften, Familien und Regionen zu erfassen und ihre Perspektive auf die Nöte der Frauen zu gewinnen. Dies sei jedoch nicht im Protokoll festgehalten worden. Stattdessen sei nach dem plötzlichen Tod des ersten Kommissionsvorsitzenden vom Büro der Kommission ein anderer Fragebogen als der vereinbarte herausgegeben worden. Ihtischām al-Haqq hielt auch grundsätzlich die Befragung der Bevölkerung bei Scharia-Angelegenheiten für ein inakzeptables Mittel:

„Wenn schon in der Medizin, im Ingenieurwesen und im Recht, also in Bereichen, die sich ausschließlich mit dem menschlichen Verstand befassen, kein vernünftiger Mensch die Meinung der Masse tolerieren kann, dann widerspricht es sowohl der Vernunft als auch dem religiösen Empfinden, die Meinung des Mannes auf der Straße zum offenbarten Buch Gottes und zu den göttlichen Gesetzen einzuholen.“

Ihtischām al-Haqq kritisierte außerdem, dass kein einziges Wort der von Khalīfa ʿAbd al-Hakīm verfassten Einleitung der Kommission jemals zur Diskussion vorgelegt worden sei. Es sei höchst willkürlich, die Ansichten und Launen einer Person ohne das Wissen oder die Konsultation seiner Mitglieder zur Einleitung und Grundlage des Berichts der Kommission zu machen. Von allen Unregelmäßigkeiten bei der Abwicklung der Geschäfte der Kommission sei dies bei weitem die schlimmste und unverzeihlichste.
Khurshid Ahmad kritisierte darüber hinaus, dass einige Mitglieder der Kommission keinerlei aktives Interesse an der Arbeit gezeigt und nur wenige Sitzungen der Kommission stattgefunden hätten, an denen auch nicht alle Mitglieder teilnahmen. In ihrem Bericht hatte die Kommission konstatiert, dass ihre Mitglieder ihr individuelles Urteilsvermögen eingesetzt, dabei aber auch die Meinungen gelehrter, liberaler und aufgeklärter Personen, die sich an der Fragebogenaktion beteiligt haben, haben, sorgfältig berücksichtigt hätten. Khurshid Ahmad kritisierte dazu, dass die Kommission sich nicht die Mühe gemacht habe, die in ihrem Fragebogen geäußerten Meinungen zu klassifizieren. Außerdem bemängelt er, dass sich die Mitglieder nicht die Mühe gemacht hätten, alle im Land geltenden Gesetze und Praktiken zu untersuchen. Dies macht er daran fest, dass im Kommissionsbericht ausgesagt wird, dass die Kommission nicht in der Lage gewesen sei, zu ermitteln, in welchen Teilen des Landes das Gewohnheitsrecht im Gegensatz zur Scharia vorherrscht.

## Die inhaltliche Auseinandersetzung über den Kommissionsbericht

### Theoretische Grundlagen

#### Die Beurteilung des Anglo-Muhammadan Law
In ihrem Bericht hatte die Kommission die dringende Reformbedürftigkeit des Ehe- und Familienrechts mit der britischen Rechtspolitik begründet:

„Wie die Römer verfolgten auch die Briten die Politik der Nichteinmischung in die persönlichen Gesetze der verschiedenen Religionsgemeinschaften, und so wurden die Muslime in dieser Hinsicht durch das so genannte Anglo-Muhammadan Law regiert. Das auf diese Weise eingeführte muslimische Recht hörte auf, ein wachsender Organismus zu sein, der auf fortschrittliche Kräfte und wechselnde Bedürfnisse reagierte. Was als das persönliche Recht der Muslime akzeptiert wurde, war konservativ, starr und in vielerlei Hinsicht undefiniert, aber aufgrund der politischen Unterwerfung war jede Liberalisierung oder Rekonstruktion so gut wie unmöglich.“

Jetzt, wo Pakistan ein freier und souveräner Staat sei, müsse die Rechtsreform angepackt werden. Die Notwendigkeit dieser Kommission habe sich aus der Tatsache ergeben, dass die Unkenntnis der islamischen Gesetze in der breiten Öffentlichkeit ebenso für die Übel und Missstände in den ehelichen Beziehungen verantwortlich sei wie die fortschrittsfeindliche Starrheit des Anglo-Muhammadan Law und das komplizierte, langwierige und teure Verfahren des von den Briten eingeführten Gerichtswesens. Nach Islahi waren die Mitglieder der Kommission der Ansicht, dass die Bindung der Muslime an das traditionelle Recht ein Trick und eine List der Briten gewesen sei, um die Gesellschaft der Muslime leblos zu machen.
Islahi erklärte in seinem Essay, dass er den „Zorn und die Wut der Kommissionsmitglieder“ auf die Briten für ungerechtfertigt und unangebracht halte, denn die Briten seien beim Recht vorsichtiger und umsichtiger vorgegangen, als manche Leute dächten. Anders als die pakistanische Regierung hätten sie keine Kommission „aus einigen ultramodernen Begums und Khalifas“ gebildet, um die angeblich starren muslimischen Rechtsbücher zu ändern und zu überarbeiten. Die Einschätzung der Kommission, dass das, was die Briten unter dem Namen „Muslim Personal Law“ übernahmen, ebenfalls starr, konservativ, reaktionär und rückschrittlich sei, bezeichnete Islahi als absurd und unbegründet.

#### Die Konzeption des Idschtihād

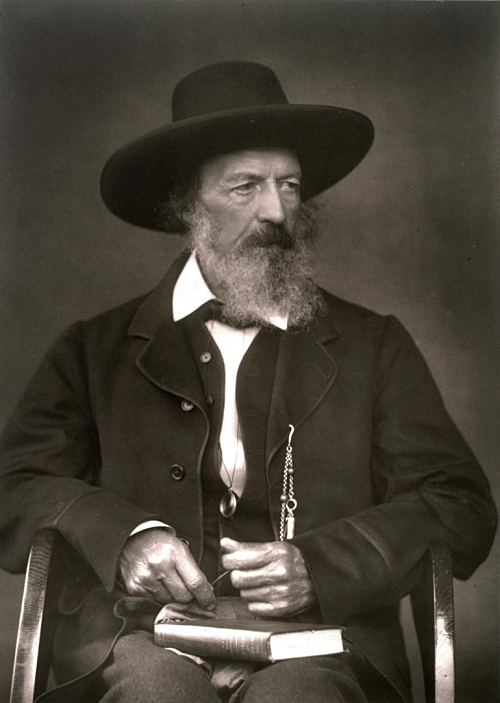
Der britische Dichter Alfred Tennyson, auf den sich die Kommission bei ihrem dynamischen Religionskonzept berief

Um ihre Empfehlungen zur Reform des islamischen Rechts zu begründen, hatte sich die Kommission auf Idschtihād berufen. Hierzu hatte sie folgende Erklärung gegeben:

„Da niemand die unendliche Vielfalt menschlicher Beziehungen für alle Gelegenheiten und Epochen erfassen kann, ließ der Prophet des Islam selbst seinen Zeitgenossen, die den Heiligen Koran und die Sunna vor Augen hatten, einen sehr großen Spielraum für Gesetzgebungsakte und gerichtliche Entscheidungen. Dies ist das Prinzip des Idschtihād oder der interpretativen Intelligenz, die innerhalb des breiten Rahmens des Korans und der Sunna wirkt.“

Die Kommission hatte in ihrem Bericht außerdem ihr Bedauern zum Ausdruck gebracht, dass es für die große Mehrheit der Gelehrten und Ungebildeten beinahe zu einem Glaubensartikel geworden sei, dass die Tage kreativer und anpassungsfähiger Gesetzgebung vorbei seien und die Tür des Idschtihād nach dem vierten Jahrhundert der islamischen Ära geschlossen worden sei. Sie selbst, so hatte die Kommission weiter erklärt, akzeptiere den Grundsatz des Idschtihād und halte die Gesetze und Verordnungen des Islams nicht für starr und unveränderlich wie die Gesetze der Meder und Perser (vgl. Daniel 6:9). Wenn sich Institutionen änderten und sich die Struktur der Gesellschaft grundlegend verändere, müsse – und hier zitiert die Kommission den britischen romantischen Dichter Alfred Tennyson – „die alte Ordnung einer neuen weichen, [...] damit nicht eine gute Gewohnheit die Welt verderbe“, weil sich Gott in vielerlei Weise erfülle.
In ihrem Bericht hatte die Kommission auch den Unterschied zwischen Scharia und Fiqh betont. Sie sei weder befugt noch willens, die Scharia zu manipulieren, aber ihre Mitglieder und Hunderte von Muslimen, die den von der Kommission herausgegebenen Fragebogen beantworteten, hätten in Angelegenheiten, die das Fiqh betreffen, ihr Urteil frei ausgeübt. In einigen Fällen habe die Kommission die Anordnungen des Korans und der Sunna der Auslegung der späteren Rechtsgelehrten vorgezogen, unabhängig davon, inwieweit sie übereinstimmten oder nicht, denn keiner von ihnen habe sich als unfehlbar bezeichnet und wie in der Wissenschaft sei auch im Recht selbst die einstimmige Meinung der Gelehrten einer Epoche keine Garantie für deren Wahrheit oder Gültigkeit. Um zu beweisen, dass die Rechtsgelehrten sich nicht als unfehlbar betrachtet hatten, hatte die Kommission auf eine Aussage von Mālik ibn Anas verwiesen: „Ich bin ein Mensch. Manchmal habe ich Recht und manchmal Unrecht. Prüfe meine Urteile anhand des Buches Allahs oder der Sunna, und wenn sie nicht damit übereinstimmen, wirf sie weg.“
Die Tatsache, dass die Mitglieder der Kommission für sich das Recht auf Idschtihād in Anspruch nahmen, stieß bei Ihtischām al-Haqq auf besonders Ablehnung:

„Was könnte empörender sein, als dass diejenigen, die in ihrem ganzen Leben noch nie ein einziges Wort des Korans gelesen haben, die kein Arabisch können und die keinerlei Grundlagen, seien sie gut, schlecht oder gleichgültig, in den für das richtige Verständnis des Korans notwendigen Wissenschaften haben, uns glauben machen wollen, dass der Idschtihād von Rāzī, Ghazālī, Abū Hanīfa und Abū Yūsuf falsch war, damit wir ihren eigenen Idschtihād schlucken?“

Auch der Gedanke einer Wandelbarkeit des islamischen Rechts stieß bei ihm auf strikte Ablehnung: „Die Erlösung des Einzelnen wie auch der Millat (sc. islamischen Gemeinschaft) beruht auf der strikten Einhaltung der Bestimmungen des göttlichen Gesetzes und der Vermeidung jeglicher Eingriffe in dieses.“
Islahi kritisierte in seinem Essay, dass die Kommission in ihrem Bericht eine neuartige Idschtihād-Definition entwickelt habe. Sie habe nämlich die Ansicht vertreten, dass Idschtihād auch gegen den allgemeinen Konsens und den einstimmigen Idschtihād der früheren Rechtsgelehrten ausgeübt werden könne. Dies sei eine Bedeutung, die keiner der maßgeblichen muslimischen Rechtsgelehrten aller Epochen dem Idschtihād zugeschrieben habe. Es bestehe aber ein himmelweiter Unterschied zwischen der Ableitung von Geboten aus den Hauptquellen des Islam und der Formulierung eines unabhängigen Urteils zu irgendeiner Rechtsfrage. Nicht einmal die westlichen Orientalisten hätten sich dazu verstiegen, die Bedeutung des Idschtihād so zu verdrehen, wie es die „ehrenwerte Kommission“ getan habe. Dies sei aber notwendig gewesen, denn ohne einen solchen verzerrten Begriff des Idschtihād hätte sie die Empfehlungen, die sie ausgesprochen hat, nicht aussprechen können: Empfehlungen, die vom Islam ebenso weit entfernt seien wie die Beschlüsse der Parlamente in Großbritannien, den USA und Bharat.
Islahi warf den Kommissionsmitgliedern außerdem vor, dass sie beim Mudschtahid keine Qualifikationen für notwendig hielten. Demgegenüber führt er ins Feld, dass es für den Idschtihād bestimmte wesentliche Voraussetzungen gebe, und nicht jeder, der nur einen Pseudoanspruch auf den Idschtihād erhebe, als Mudschtahid gefeiert werden könne. Auf das Tennyson-Zitat reagierte Islahi außerdem mit dem Vorwurf, dass die Kommission „die poetische Phantasie eines englischen Romantikers“ höher werte als die Autorität Gottes und seines Gesandten.

#### Istihsān
Die Kommission hatte in ihrem Bericht erklärt, dass sie die vier Quellen des muslimischen Rechts, die von den großen Imamen verkündet wurden, den Koran, die Sunna, den Idschmāʿ und den Qiyās, als umfassend betrachte und beabsichtige, Vorschläge im Einklang mit der einen oder anderen dieser Quellen zu machen. Man dürfe aber auch nicht vergessen, dass die Lehre des Istihsān (Gemeinwohl) nach Imam Abū Hanīfa integraler Bestandteil des muslimischen Rechts ist. In der Vergangenheit habe Istihsān dazu beigetragen, viele komplizierte und umstrittene Probleme zu lösen, und es gebe keinen Grund, sie nicht auch in Zukunft zu nutzen.
Islahi wandte dagegen ein, dass im Falle, dass es sich bei Istihsan um Gesetzgebung ohne Rücksicht auf irgendetwas anderes als das bloße soziale Interesse handele, wie die Kommission vorschlage, oder wenn es sich um das Prinzip der Ablehnung eines korrekten und ordnungsgemäß abgeleiteten Qiyās lediglich aus dem Grund der Zweckmäßigkeit handele, Istihsān auf absolute Gesetzgebung hinauslaufe, die keinen Platz im Islam habe.

#### Berufung auf Iqbāl

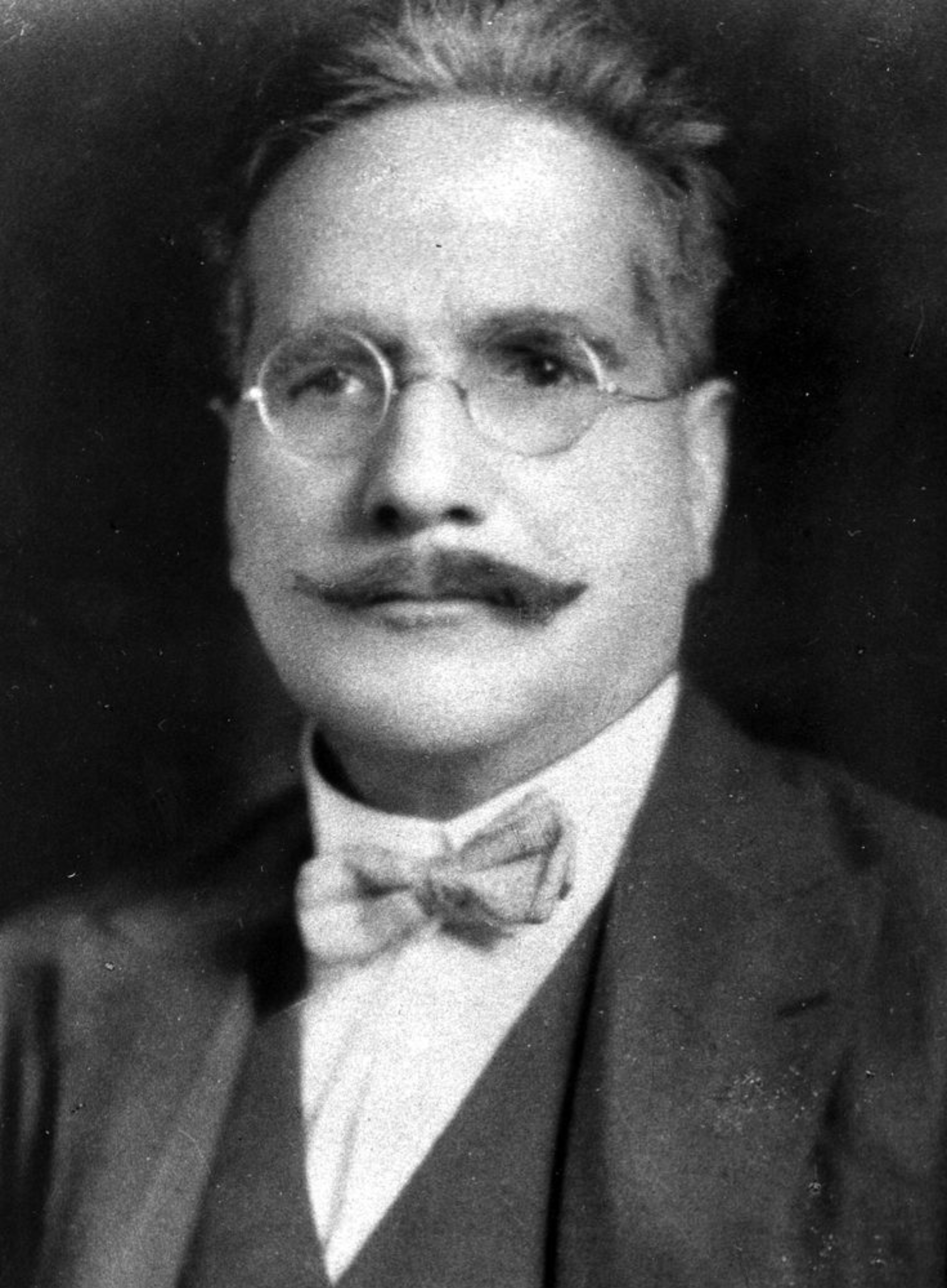
Muhammad Iqbāl, der Philosoph, auf den sich die Kommission in ihrem Bericht mehrfach berief

Die Kommissionsbericht hatte sich in ihrem Bericht an vielen Stellen auf den Philosophen Muhammad Iqbāl berufen, der als „geistiger Vater“ Pakistans gilt. So hatte sie zum Beispiel im Zusammenhang mit ihrer Propagierung des Idschtihād darauf verwiesen, dass Iqbāl diesen als das „dynamische Prinzip“ bezeichnet hatte, das das charakteristische Merkmal des Islam sei. Und sie hatte Iqbāl mit der Aussage zitiert, dass die Ablehnung des absoluten Idschtihād „in einem Rechtssystem, das im Wesentlichen auf den Grundlagen des Korans beruht, der eine grundsätzlich dynamische Lebensanschauung verkörpert“, „äußerst merkwürdig“ erscheine. Khurshid Ahmad hielt dem entgegen, dass Iqbals Ansichten keinerlei Rechtfertigung für „den destruktiven Liberalismus der Kommissionsmitglieder“ liefern könnten.

### Empfehlungen

#### Obligatorische Registrierung von Eheschließungen
Die Kommission empfahl, die Registrierung von Ehen obligatorisch zu machen, mit dem Argument, dass vor Zivil- und Strafgerichten sehr häufig komplexe Fragen hinsichtlich der Gültigkeit und Existenz von Ehen zwischen bestimmten Parteien auftauchten (in Klagen, die beispielsweise kriminelle Entführung, Erbschaft und Unterhalt betreffen) und das völlige Fehlen von Dokumenten den Nachweis der Eheschließung erschwere. Dabei argumentierte sie damit, dass der Koran in Sure 2:282 den Muslimen vorschreibt, Handelstransaktionen schriftlich festzuhalten. Der Ehevertrag sei aber viel wichtiger als jede reine Handelstransaktion, da er einen Vertrag über Brautgeld enthalte, der als dain-i mahr bezeichnet werde, also eine vom Ehemann zu zahlende Schuld. Die Kommission schlug vor, dass die Regierung ein Heiratsformular (Nikah-Nama) in dreifacher Ausfertigung drucken und es in jedem Postamt zum symbolischen Preis von 8 Anna zum Verkauf anbieten solle. Der Tehsilvorsteher sollte ein Register führen, in dem alle Nikah-Namas oder Heiratsurkunden kopiert werden. Es sei dann Aufgabe des Nikah Khwan, die Nikah-Namas per Einschreiben an den Tehsilvorsteher zu senden.
Islahi erwiderte darauf, dass in dem Fall, dass die Kommission die schriftliche Niederlegung der Nikah-Urkunde nur empfohlen hätte, er diesen Vorschlag trotz der Widersprüche in der Begründung voll und ganz unterstützt hätte. Da aber die Kommission die koranische Anweisung nutze, um zu „beweisen“, dass die Registrierung von Ehen obligatorisch sei und eine nicht registrierte Ehe trotz anderer schlüssiger Beweise und Belege rechtlich ungültig wäre, könne er dies nicht unwidersprochen lassen. Die Aussage, die die Kommission mit dem Begriff dain-i mahr machen wolle, sei haltlos, weil es sich um keinen religiösen Begriff handle, sondern um einen, der erst von späteren muslimischen Schriftstellern verwendet worden sei. Zwar argumentiere die Kommission, dass die Registrierung von Eheschließungen Fälle von Betrug und Unrecht deutlich reduzieren würde, doch werde die von der Kommission vorgeschlagene Registrierungsmethode die Streitigkeiten in Wirklichkeit vervielfachen. Die allererste Konsequenz dieser Empfehlung der Kommission wäre, dass alle nicht registrierten Ehen illegal und nichtig wären und die aus solchen Ehen hervorgehenden Kinder unehelich wären.

#### Verbot von Kinderehen
Um Kinderehen zu verhindern, schlug die Kommission vor, ein Gesetz zu erlassen, das Männern unter 18 und Frauen unter 16 Jahren verbietet, eine Ehe einzugehen. Zur Begründung dieses Vorschlags verwies sie auf Sure 4:6: „Prüft die Waisen, bis sie Heiratsfähigkeit erreichen! Wenn ihr dann an ihnen Reife (rušd) bemerkt, so zahlt ihnen ihr Vermögen aus!“ Die Frage der Eheschließung müsse gemäß dieser koranischen Anweisung beurteilt werden, da ein Ehevertrag unendlich viel wichtiger sei als die bloße Übertragung von Eigentum. Kinderehen seien zwar durch keine koranische Anordnung kategorisch verboten, da sie in bestimmten Stadien der gesellschaftlichen Entwicklung vergleichsweise harmlos sein könnten, der Islam wolle jedoch auf jeden Fall, dass die Menschheit weitere Fortschritte in der gesellschaftlichen Evolution mache. Einige Bräuche der Antike seien vom Islam toleriert worden, ihre endlose Fortführung sei jedoch nie beabsichtigt gewesen. Ein Gesetz, wie von der Kommission vorgeschlagen, stehe in vollkommenem Einklang mit den Geboten des Korans und der Sunna und die Festsetzung der Altersgrenze sei weder durch Koran noch einen autoritativen Hadith verboten.
Schon der muslimische Geistliche in der Kommission, Ihtischām al-Haqq, hatte sich gegen diesen Vorschlag der Kommission gestellt. Islahi kommentierte, dass die Kommission die Heirat von Personen unter 18 und 16 Jahren wohl kaum als ein Verbrechen betrachten könne, da schon der zweite Kalif ʿUmar ibn al-Chattāb so gehandelt habe, als er Umm Kulthūm, die Tochter von ʿAlī ibn Abī Tālib, heiratete. Die Kommission habe nicht ausreichend klar dargelegt hat, warum sie frühe Ehen in der damaligen Gesellschaftsphase als harmlos, in der Gegenwart jedoch als schädlich ansehe. Die Kinsey-Reports hätten gezeigt, dass in der modernen Gesellschaft die sexuellen Triebe bereits im Alter von fünf Jahren geweckt würden und bis zum Alter von sechzehn Jahren verheerende Auswirkungen auf die Gesellschaft hätten. Vor diesem Hintergrund sei es falsch, dass die Kommission die frühe Ehe, die das soziale Leben von Mann und Frau stärke, als schädlich und nicht im Einklang mit modernen Standards betrachte. Er verstehe nicht, warum die Kommission diese Praxis per Gesetz unterbinden möchte. Es sei rätselhaft, dass die Kommission die Eheschließung vor einem bestimmten Alter einschränken wolle, aber nicht einmal auf die Idee komme, Einschränkungen bei Zinā einzuführen.
Außerdem wirft Islahi der Kommission vor, gegen ihre eigenen Grundsätze zu verstoßen. Da der Koran nirgendwo eine Ehe unter 18 oder 16 Jahren verbiete, müsse sie nach ihren eigenen Grundsätzen zulässig sein und könne von ihnen nicht verboten werden. Niemand habe ihnen das Recht gegeben, das Unbedingte an Bedingungen zu knüpfen, dem Unbegrenzten Grenzen zu setzen und das rechtlich Erlaubte zu verbieten.

#### Das Recht der Frau auf Scheidung
Die Kommission schlug vor, dass eine besondere Gesetzgebung die Chulʿ-Scheidung als Recht der Ehefrau gegenüber ihrem Ehemann anerkennen sollte (und zwar auch bei Widerstand des Mannes gegen ihren Antrag), wenn sie lediglich Unvereinbarkeit des Temperaments geltend machte und bereit war, auf ihr Brautgeld zu verzichten. Als Argument dafür führte die Kommission in ihrem Bericht den Hadith über Thābit ibn Qais an. Außerdem empfahl die Kommission, dass es gesetzlich erlaubt werden sollte, im Ehevertrag der Frau das gleiche Recht zur Scheidung zuzubilligen, wie es der Mann hat. Zu Begründung verwies die Kommission auf die etablierte Lehre, dass der Frau durch Bevollmächtigung (tafwīḍ) im Ehevertrag das Recht zur Scheidung gegeben könne, und führte die Aussage aus dem hanafitischen Rechtswerk Šarḥ Wiqāya, die besagt: „Wenn der Ehemann zu seiner Frau sagt: ‚Du kannst dich jederzeit scheiden lassen, dann gilt dieses Recht der Frau für ihr ganzes Leben.'“
Islahi wandte dagegen ein, dass die Kommission doch nicht im Ernst wollen könne, dass bereits der Beginn des Ehelebens mit diesem Blankoscheck zur Scheidung erfolge. Außerdem beanstandete sie, dass die Kommission keine Möglichkeit für den Ehemann vorgesehen habe, seine Vollmacht zu widerrufen. Schließlich kritisierte er, dass die Kommission Männer und Frauen ungleich behandeln wolle: Während sie für den Ehemann den Vorbehalt erlassen habe, dass er dem Gericht den Grund für die Scheidung mitteilen müsse, habe sie für die Scheidung, die von der Ehefrau ausgesprochen werden soll, keinen solchen Vorbehalt vorgesehen. Verantwortungslosigkeit könne aber auch von Frauen ausgehen.

#### Der dreimalige sofortige Talāq
Die Kommission empfahl außerdem, das Eherecht so zu ändern, dass es einem Mann unmöglich gemacht wird, seine Frau zu verstoßen, indem er schnell sagt: „Ich verstoße dich, ich verstoße dich, ich verstoße dich.“ Die Empfehlung der Kommission war, drei nacheinander ausgesprochene Verstoßungsformeln nur als einfachen Talāq zu werten und gesetzlich festzulegen, dass ein Talāq nur zulässig ist, wenn die drei Formeln in drei verschiedenen Menstruationsperioden ausgesprochen wurden. Zur Unterstützung dieser Ansicht zitierte die Kommission einen bekannten Hadith von ʿAbdallāh ibn ʿAbbās, der besagt, dass während der Zeit des Propheten, des ersten Kalifen Abū Bakr, und einige Jahre lang während der Herrschaft von ʿUmar ibn al-Chattāb drei Talaq-Erklärungen in einer Sitzung als eine einzige Verstoßung angesehen wurde. ʿUmar habe dann aber als Strafmaßnahme für diejenigen, die sich über die Gebote des Heiligen Koran und der Sunna lustig machten, die drei in einer Sitzung ausgesprochenen Talāq-Formeln zu einem unwiderruflichen Talāq erklärt. Allerdings habe sich ʿUmar später reumütig von der Maßnahme abgewendet, da die von ihm eingeführte Änderung nicht mit dem Koran und der Sunna übereinstimmte und die Verstoßung für Männer erleichterte. Die Kommission verwies darauf, dass das Aussprechen von drei Verstoßungsformeln in einer einzigen Sitzung von allen islamischen Juristen schon immer als Talāq al-bidʿa bezeichnet wurde. Wie der Name schon zeige, handele es sich um eine unislamische Praxis. Mit dieser Reform wollte die Kommission das Gesetz wiederherstellen, „wie es im Heiligen Koran und in der Sunna festgelegt ist und vom ersten Kalifen befolgt wurde.“
Maulana Ihtishām al-Haqq wandte dagegen ein, dass alle vier sunnitischen Imame festgelegt hätten, dass das dreimalige Aussprechen der Talāq-Formel in einer einzigen Sitzung einen unwiderruflichen Talāq darstelle, und dass es dieser Kommission nicht zustehe, eine Empfehlung abzugeben, die nicht mit den Ansichten der Imame übereinstimme. Islahi, der ähnlicher Meinung war, argumentierte, dass die Behauptung der Kommission, dass ʿUmar seinen Fehler erkannte, falsch sein müsse, weil er sonst die Anordnung geändert hätte. In Wirklichkeit hätten aber weder er noch seine beiden Amtsnachfolger ʿUthmān ibn ʿAffān und ʿAlī ibn Abī Tālib diese Regel geändert, so dass die Behauptung der Kommission falsch sei müsse. Würde die Empfehlung der Kommission Rechtskraft erlangen, so argumentierte er, verstieße sie nicht nur gegen das islamische Recht, sondern mache den Talāq auch zum Spielzeug. Jeder könne Tausende von Talāq-Formeln über seine Ehefrauen aussprechen und anschließend behaupten, er habe das nie so gemeint.
In diesem Punkt befand sich die Kommission in völliger Übereinstimmung mit dem Koran, der mit seinen Regeln darauf abzielt, übereilte und unüberlegte Scheidungen zu verhindern. Für traditionalistische Muslime basiert der Islam jedoch nicht nur auf dem Koran, sondern auch auf der Sunna und den Entscheidungen der vier großen mittelalterlichen Rechtsgelehrten. Die Ehekommission stützte sich bei ihren Entscheidungen auf den Koran und Teile der Sunna und behauptete, es sei ihre Pflicht, selbst zu denken, anstatt blind Entscheidungen zu akzeptieren, die tausend Jahre zuvor unter völlig anderen Umständen getroffen worden waren. In diesem Fall ignorierte die Kommission die Juristen und hielt sich an den Koran. Damit erregte sie aber die Missbilligung der Traditionalisten, von denen einige zwar zugaben, dass die übliche Praxis sündig sei, sie aber aufgrund der langen Praxis duldeten.

#### Registrierung von Talāq-Scheidungen
Die Kommission schlug außerdem vor, dass Talāq-Scheidungen auf die gleiche Weise registriert werden sollten wie Ehen. Einige Mitglieder der Kommission vertraten die Auffassung, dass die Registrierung von Scheidungen nicht ausreiche, um die Interessen der Frauen zu wahren. Deshalb wurde vorgeschlagen, ein Gesetz zu erlassen, das es niemandem erlaubt, seine Frau zu verstoßen, ohne ein Ehe- und Familiengericht anzurufen. Dieses Gericht solle dann dem betreffenden Mann die Scheidung erst dann gestatten, wenn er das gesamte Brautgeld bezahlt und angemessene Vorkehrungen für den Unterhalt seiner ersten Frau und ihrer Kinder getroffen habe.
Ihtischām al-Haqq lehnte diesen Vorschlag ab. Er soll gesagt haben, dass der Vorschlag der Kommission nach der Scharia nur dann zulässig wäre, wenn in den Standard-Ehevertrag eine Bedingung aufgenommen würde, wonach der Ehemann auf das Recht verzichtet, den Talāq auszusprechen, außer vor einem Ehe- und Familiengericht. Islahi warf der Kommission vor, davon auszugehen, dass der Mann grundsätzlich und ausnahmslos der verantwortungslose Übeltäter sei. Diese Einschätzung sei jedoch höchst unrealistisch und falsch. Die Einschätzung der Kommission könne für die Elite und die wohlhabenden, ultramodernen Klassen zutreffend sein, der Durchschnittsbürger verhalte sich jedoch nie so. Die Scharia habe dem Mann das Recht auf Scheidung übertragen. Deswegen sei es nicht zu rechtfertigen, dieses Recht dem Mann zu entziehen und dem Gericht zu übertragen.

#### Unterhalt der verstoßenen Ehefrau
Die Kommission vertrat auch die Ansicht, dass dem Ehegericht die Entscheidungsmacht verliehen werden sollte, festzulegen, dass ein Ehemann seiner verstoßenen Ehefrau lebenslang oder bis zu ihrer Wiederverheiratung Unterhalt zu zahlen hat, um zu verhindern, dass eine große Zahl von Frauen mittleren Alters, die sich ohne Sinn und Verstand scheiden lassen, ohne Dach über dem Kopf und ohne jegliche Möglichkeit, sich und ihre Kinder zu ernähren, auf die Straße gesetzt werden.
Ihtischām al-Haqq wandte gegen diese Empfehlung ein, dass das Recht, das die Scharia Frauen nicht zugestehen wollte, ihnen von keiner Kommission und keinem Gericht gewährt werden könne. Islahi beanstandete, dass die Kommission diesen Vorschlag nicht einmal mit einem schwachen Argument aus der Scharia untermauert habe.

#### Einschränkung der Polygamie
Die Kommission verwies darauf, dass es im Koran nur einen einzigen Vers gibt (Sure 4:3), der sich mit der Frage der Polygamie befasst. Da die koranische Erlaubnis zur Polygamie eine bedingte Erlaubnis gewesen sei, um schwerwiegenden sozialen Notlagen zu begegnen, und sie mit der Warnung verbunden sei, dass es für den einfachen Mann äußerst schwierig, wenn nicht gar unmöglich sein werde, die damit verbundenen Bedingungen der Gleichbehandlung zu erfüllen, seien die Mitglieder der Kommission davon überzeugt, dass diese Praxis nicht der Willkür des Einzelnen überlassen werden dürfe. Es sei eine allgemein anerkannte Maxime, dass Vorbeugen besser sei als Heilen. Deshalb empfehle die Kommission, dass ein verheirateter Mann, der eine zweite Ehefrau heiraten will, vorher vor einem Ehe- und Familiengericht einen triftigen Grund dafür nachweisen müsse. Es könne einige Fälle geben, in denen eine rationale Rechtfertigung vorliege, zum Beispiel wenn die erste Ehefrau geisteskrank sei, und nur in solchen seltenen Fällen könnte das Gericht einem Mann die Aufnahme einer zweiten Frau unter der Bedingung gestatten, dass der ersten Frau und ihren Kindern in Bezug auf Unterhalt und sonstige Behandlung kein Unrecht geschehe. Die Kommission vertrat die Ansicht, dass dieser Schritt die uneingeschränkte und unkontrollierte Praxis der Polygamie, die so viel Leid im Familienleben verursacht habe, stark einschränken werde.
Die Kommission empfahl auch, festzulegen, dass ein Gericht einem Mann die Heirat mit einer zweiten Frau nur dann gestatten dürfe, wenn es sich vergewissert hat, dass der Antragsteller für den Unterhalt beider Frauen und seiner Kinder in dem Lebensstandard aufkommen kann, an den seine Familie gewöhnt ist. Den Vorschlag, dass der Ehemann im Falle der Scheidung mindestens die Hälfte seines Gehalts an seine erste Ehefrau und ihre Kinder zahlen solle, lehnte die Kommission jedoch ab. Die Kommission war allerdings der Ansicht, dass von Ehemännern, die kein direktes Gehalt beziehen, eine Garantie für die Zahlung eines angemessenen Unterhalts an die erste Ehefrau und ihre Kinder verlangt werden sollte.
Maulānā Ihtischām al-Haqq lehnte den Vorschlag der Kommission, dass die Anrufung eines Ehe- und Familiengerichts zur Voraussetzung für die Schließung einer zweiten Ehe gemacht werden sollte, ab. Einer seiner Einwände gegen diesen Vorschlag, den er in Form einer Reductio ad absurdum vorbrachte, war, dass in dem Fall, dass die Intervention des Gerichts für eine zweite Ehe notwendig sei, dies auch allgemein für jeden Ehevertrag notwendig sein sollte, denn das Gericht müsse sich dann auch der Fähigkeit des zukünftigen Ehemannes vergewissern, die allgemeinen Gebote des Korans umzusetzen, wonach Ehefrauen mit Freundlichkeit und Rücksicht zu behandeln seien.
Islahi gestand ein, dass die Kommission mit ihrem Verweis auf die Maxime, dass Vorbeugen besser als Heilen sei, einen guten Punkt getroffen habe, doch habe sie vergessen, dass die Erlaubnis zur Polygamie an sich schon eine vorbeugende Maßnahme gegen eine Vielzahl sozialer und moralischer Missstände darstelle. Trotz der Hindernisse, die ihnen die Kommission in den Weg lege, würden scheidungswillige Ehemänner bei den geplanten Einschränkungen ihr Bestes tun, um sich von der betreffenden Frau scheiden zu lassen, und in den meisten Fällen auch ihr Ziel erreichen, auch wenn sie dafür möglicherweise falsche Anschuldigungen gegen ihre Frau vorbringen müssten.

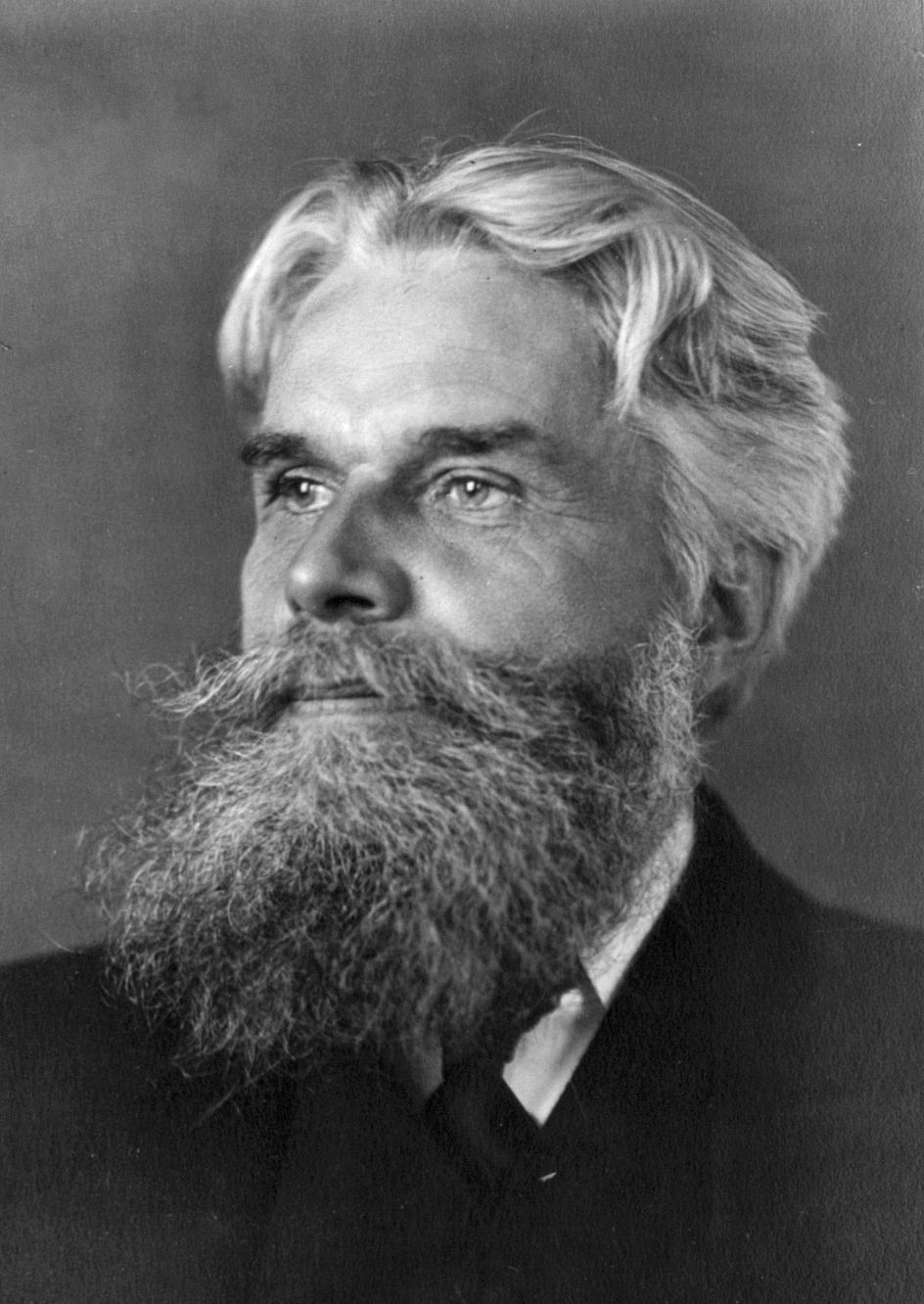
Der britische Sexualforscher Havelock Ellis, auf den sich Islahi bei seiner Verteidigung der islamischen Polygamie berief

Khurshid Ahmad verwies in seiner Kritik am Kommissionsbericht auf den britischen Sexualforscher Havelock Ellis. Dieser hatte in seinen Studien zur Sexualpsychologie den christlichen Ländern Scheinheiligkeit vorgeworfen:

„In den Teilen der Welt, in denen Polygynie als zulässige Variante anerkannt ist, ist ein Mann gesetzlich an seine natürlichen Verpflichtungen gegenüber all seinen Sexualpartnern und den Kindern, die er mit diesen Partnern hat, gebunden. Nirgendwo auf der Welt ist Polygynie so weit verbreitet wie im Christentum; nirgendwo auf der Welt ist es für einen Mann so einfach, sich den durch Polygynie entstehenden Verpflichtungen zu entziehen. Wir bilden uns ein, wenn wir uns weigern, die Tatsache der Polygynie anzuerkennen, könnten wir uns weigern, jegliche durch Polygynie entstehenden Verpflichtungen anzuerkennen. Indem wir einem Mann ermöglichen, sich so leicht den Verpflichtungen seiner polygamen Beziehungen zu entziehen, ermutigen wir ihn, wenn er skrupellos ist, diese einzugehen; wir vergeben eine Prämie auf die Unmoral, die wir schärfstens verurteilen. Unsere Polygynie hat keine rechtliche Existenz, und daher können ihre Verpflichtungen auch keine rechtliche Existenz haben. Der Strauß, so stellte man sich einst vor, steckt seinen Kopf in den Sand und versucht, die Tatsachen zu vernichten, indem er sich weigert, sie anzusehen; aber es gibt nur ein bekanntes Tier, das diese Vorgehensweise verfolgt, und es heißt Mensch.“

Khurshid Ahmad warf nun den Mitgliedern der Kommission vor, genau diese Haltung des Kopf-in-den-Sand-steckens dem Land Pakistan aufzwingen zu wollen.

#### Brautgeld (mahr)
In Bezug auf das Brautgeld (mahr) empfahl die Kommission, dass „ein Gesetz erlassen werden sollte, das der Ehemann den im Ehevertrag festgelegten Mahr zu zahlen hat, egal wie hoch dieser auch sein mag.“ Die Kommission wollte damit dem „bösartigen Brauch“ ein Ende setzen, „einen übermäßig hohen Betrag als Mehr festzulegen, ohne die Absicht zu haben, ihn zu bezahlen“. Die Kommission vertrat außerdem die Ansicht, dass in dem Fall, dass im Ehevertrag keine Angaben zur Zahlungsweise des Brautgelds (mahr) gemacht werden, das Gericht davon ausgehen sollte, dass der gesamte Betrag auf Verlangen zahlbar sei.
Gegen diesen Vorschlag der Kommission wandte Islahi ein, dass das Beharren auf einem hohen Brautgeld stets von der Seite der Braut gehe. Die Kommission hätte insofern vorschlagen sollen, diesen üblen Brauch zu unterbinden. Stattdessen habe die Kommission jedoch die Legalisierung dieses Brauchs und seine Durchsetzung durch Gerichte vorgeschlagen.

#### Einschluss der Kinder vorverstorbener Kinder in die Erbengemeinschaft
Auch hinsichtlich der erbrechtlichen Stellung der Kinder vorverstorbener Kinder sah die Mehrheit der Kommissionsmitglieder Änderungsbedarf. Das Problem des klassischen islamischen Erbrechts verdeutlicht der Kommissionsbericht an einem Beispiel: Wenn jemand fünf Söhne hat und vier seiner Söhne vor ihm verstorben sind und mehrere Enkelkinder am Leben geblieben sind, fällt das gesamte Vermögen des Großvaters nur einem Sohn zu, während eine eventuell große Zahl von Waisen, die die anderen Söhne hinterlassen haben, gänzlich vom Erbe ausgeschlossen ist. Das islamische Erbrecht könne nicht irrational und ungerecht sein. Da das Vertretungsrecht einen Großvater dazu berechtige, das Eigentum seiner Enkel zu erben, auch wenn der Vater des Erblassers vor ihm verstorben ist, sei es logisch, das gleiche Prinzip auf die direkten Nachkommen anzuwenden, sodass die Kinder eines vorverstorbenen Sohnes oder einer vorverstorbenen Tochter das Eigentum ihres Großvaters erben können. In einigen Antworten sei vorgeschlagen worden, dass der Großvater testamentarisch ein Drittel seines Vermögens seinen Enkeln vermachen könne. Wie das obige Beispiel zeige, werde diese Regelung den Waisen aber nicht in vollem Umfang gerecht. Deshalb empfahl die Kommission, gesetzliche Regelungen zu schaffen, die den Waisen hinsichtlich des Eigentums ihrer Großväter gerecht werden.
Ihtischām al-Haqq war mit dieser Empfehlung ebenfalls nicht einverstanden. Islahi erkannte an, dass es notwendig sei, Schritte zu unternehmen, um die Kinder vorverstorbener Söhne und Töchter besser zu stellen, doch kritisiert er, dass der Vorschlag der Kommission das gesamte islamische Erbrecht radikal auf den Kopf stelle.

#### Einrichtung von Ehe- und Familiengerichten
Die Kommission empfahl, in jeder Division eines Commissioners ein Ehe- und Familiengericht einzurichten, das sich mit ehe- und familienrechtlichen Fällen befassen sollte. In Fällen, die Eheangelegenheiten betreffen, wurde empfohlen, dass dem Richter jeweils ein männlicher und ein weiblicher Berater zur Seite stehen sollten. Die weibliche Beraterin sollte von der Ehefrau, der männliche Berater vom Ehemann werden. Diese Ehegerichte sollten nicht mit allen Arten von Zivilverfahren belastet und auch nicht mit den Komplexitäten der geltenden Zivilprozessordnung konfrontiert sind. Bei einer weiteren Reform, so schlug die Kommission vor, sollte das Recht auf eine zweite Berufung und Revision bei Entscheidungen von Ehe- und Familiengerichten vollständig abgeschafft werden.
Ihtischām al-Haqq lehnte vor allem den Plan von weiblichen Beraterinnen für die Richter ab. Frauen seien, so wandte er ein, seien sentimental und verfügten nicht über die nötige innere Ausgeglichenheit, um urteilen zu können. Darüber hinaus könne die Zusammenarbeit einer Beraterin mit dem Richter eine Atmosphäre der Bitterkeit und des sexuellen Hasses schaffen. Islahi hielt den Vorschlag zur Einrichtung von Ehegerichte für die wichtigste Empfehlung der Kommission und unterstützte ihn eindringlich, weil sie seiner Auffassung nach einen großen Beitrag zur Herstellung von Gerechtigkeit im Familienleben leisten konnten. Abida Sultan urteilte, dass Ehegerichte äußerst nützlich wären, wenn ihre Autorität auf die Bedingungen des Korans und der Sunna beschränkt bliebe. Dies gelte jedoch nicht, wenn sie die fremden Befugnisse ausüben sollten, die die Marriage Commission ihnen zugestehen wolle.

## Gesetzliche Umsetzung der Empfehlungen

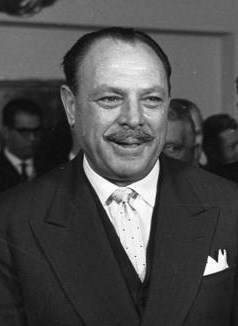
Präsident Muhammad Ayub Khan (reg. 1958–1969), der die die Muslim Family Laws Ordinance promulgierte

Aufgrund des landesweiten passiven Protests der ʿUlamā' und ihrer Konfrontation mit den Befürwortern des Kommissionsberichts blieb dieser lange unbearbeitet liegen. Präsident Muhammad Ayub Khan gelangte jedoch zu der Überzeugung, dass die Empfehlungen der Kommission „keinerlei Eingriffe in die islamischen Vorschriften zu diesem Thema“, sondern „lediglich ein Verfahren zur ordnungsgemäßen und umsichtigen Umsetzung der islamischen Grundsätze in Bezug auf die Ehe“ bereitstellten. Da er es als seine „Pflicht als Muslim und als Staatsoberhaupt“ ansah, „das Notwendige zu tun, um einen schweren gesellschaftlichen Missstand zu beseitigen, der das Leben der Menschen beeinträchtigte“, entschloss er sich dazu, die Empfehlungen der Kommission umzusetzen. Im März 1961 promulgierte er die Muslim Family Laws Ordinance (MFLO; „Muslimische Familienrechtsverordnung“), die viele der Empfehlungen der Kommission aufgriff. Als Ayub Khan 1961 die MFLO verkündete, hatte der Bericht der Kommission allerdings schon seinen radikalen Charakter verloren. In der Zwischenzeit hatten in anderen muslimischen Ländern bedeutende rechtliche Entwicklungen stattgefunden. Syrien, Tunesien, Marokko und der Irak hatten 1953, 1957, 1958 und 1959 neue Familiengesetze erlassen. Mit Verweis auf Idschtihād hatte man in Tunesien sogar die Polygamie verboten und Scheidungen außerhalb eines Gerichts für wirkungslos erklärt.
Dennoch brachte die MFLO die grundlegendsten Änderungen am pakistanischen Familienrecht für mehrere Jahrzehnte mit sich. Zu den Empfehlungen der Kommission, in das Gesetz aufgenommen wurden, gehörten die obligatorische Registrierung von Ehen und die Einführung eines Systems der obligatorischen Registrierung außergerichtlicher Scheidungen. Abschnitt 4 der MFLO übernahm das von der Kommission empfohlene Prinzip der Vertretungsnachfolge, so dass Enkelkinder von ihren Großeltern direkt erben können. Abschnitt 10 übernahm die Empfehlung der Kommission, dass im Falle, dass im Ehevertrag keine Zahlungsweise für das Brautgleld festgelegt wurde, davon ausgegangen wird, dass der gesamte Betrag des Brautgeldes auf Verlangen zahlbar ist. Obwohl das Gesetz auch die allgemeine Ausrichtung der Empfehlungen zur Polygamie übernahm, bestand ein entscheidender Unterschied darin, dass die Entscheidungsbefugnis, die die Kommission dem Gericht übertragen wollte, stattdessen in die Hände eines Schlichtungsrats gelegt wurde, der weder über die Erfahrung und Distanz noch über die Autorität und die Sanktionen eines Gerichts verfügt.
Die MFLO bot aber bei weitem nicht den Schutz der Rechte von Frauen, den die Marriage Commission empfohlen hatte. Viele der von der Kommission vorgelegten Empfehlungen, insbesondere in Bezug auf den Unterhalt der Ehefrauen und das Sorgerecht und die Vormundschaft für Kinder, wurden nicht in die MFLO aufgenommen. Während zum Beispiel die Kommission empfohlen hatte, dass es einer Ehefrau gestattet sein sollte, für einen Zeitraum von mindestens drei Jahren vor der Erhebung einer Unterhaltsklage Anspruch auf früheren Unterhalt zu erheben, wird in der MFLO dieser nachträgliche Unterhalt überhaupt nicht erwähnt. Die MFLO setzte auch nicht die Empfehlung der Kommission um, dass ein Gericht die Befugnis haben sollte, einen Ehemann anzuweisen, der geschiedenen Ehefrau bis zu ihrem Tod oder ihrer Wiederverheiratung Unterhalt zu zahlen.
Muftī Muhammad Schafīʿ (1897–1976) forderte zwar am 1. April 1961 in einem Brief an Präsident Muhammad Ayub Khan die Rücknahme der Verordnung und die Einsetzung einer neuen Kommission mit Mitgliedern, „die sich mit islamischem und modernem Wissen auskennen,“ konnte sich mit dieser Forderung jedoch nicht durchsetzen. Trotz aller Widerstände gegen die MFLO wurde sie in Bangladesch und Pakistan nie aufgehoben oder geändert und ist bis heute in beiden Ländern in Kraft. Auch die Einrichtung von Familiengerichten gemäß dem West Pakistan Family Courts Act (1964) und die Bestimmungen zu ihren Verfahren folgen sehr genau den Empfehlungen der Marriage Commission.

## Rechtsgeschichtliche Einordnungen
Sehr kritisch wurde die Arbeit der pakistanischen Commission on Marriage and Family Laws von dem britischen Rechtswissenschaftler Noel Coulson (1928–1986) bewertet. Ihr Ansatz, so schrieb er 1957 in einem Zeitschriftenartikel, stelle im Gegensatz zu den meisten Rechtsreformen im Nahen Osten, die auf einer starken Einschränkung des traditionell dem Idschmāʿ zugestandenen Geltungsbereichs beruhten, eine völlige und grundlegende Ablehnung der Doktrin des unfehlbaren Idschmāʿ dar. Coulson sah zwar auch Kontinuität zu früheren Reformbemühungen. So ist nach ihm der Vorschlag, den Talāq und Heirat mit einer zweiten Frau von der Zustimmung eines Gerichts abhängig zu machen, schon durch Muhammad ʿAbduh in Ägypten vorweggenommen worden. Die entsprechenden Empfehlungen der pakistanischen Kommission seien aber viel detaillierter und umfassender. Im Gegensatz „zu den sorgfältig durchdachten Argumenten von Muhammad ʿAbduh“, die sich auf den Text des Korans stützen, hätten die Begründungen der Kommission „einen extremen und willkürlichen Beigeschmack“.
Solche „unabhängigen Bemühungen“, wie sie von der Kommission unternommen worden seien, könnten kaum als Idschtihād im traditionellen Sinne bezeichnet werden. Umgekehrt entsprächen auch die Aktivitäten der nahöstlichen Rechtsreform kaum dem Begriff des Taqlīd. Doch während die Reformer im Nahen Osten stets gewissenhaft versucht hätten, ihre Arbeit mit einem Anstrich traditioneller Autorität zu versehen, indem sie diese als Taqlīd einordneten, habe sich die Kommission in all ihren Empfehlungen kühn an den Bedürfnissen der modernen Gesellschaft ausgerichtet und dies „Idschtihād“ genannt. Coulson hielt es für kaum überraschend, dass das Sondervotum Ihtischām al-Haqqs „einen heftigen Angriff auf die Einmischung von Laien und Nichtfachleuten in den Bereich des heiligen Gesetzes“ enthielt, „denn die Scharia ist seit dreizehn Jahrhunderten die ausschließliche Domäne der Fachgelehrten.“